# Folstergraben
Der Folstergraben ist ein kleiner rechter Zufluss des Pulverbachs in Saarbrücken.

## Verlauf
Der Folstergraben entspringt unterhalb der Metzer Straße und durchfließt das Tal zwischen Folster- und Habsterhöhe bis zum Pulverbach. In seinem Unterlauf speist er den Dienstadter Weiher.